# ЯГ-12
ЯГ-12 — первый в СССР и один из первых в мире грузовых четырёхосных автомобилей повышенной проходимости с колёсной формулой
8 × 8. Автомобиль создан в 1932 году на Ярославском автомобильном заводе на базе трёхосного ЯГ-10. Впервые продемонстрирован 7 ноября 1932 года во время праздничной демонстрации на Красной площади в Москве.

## Конструкция
ЯГ-12 был создан на базе автомобиля ЯГ-10. Вместо передней оси установлена двухосная тележка, все четыре колеса которой были управляемыми и ведущими. На автомобиле установлен шестицилиндровый карбюраторный двигатель «Континенталь-22R». Сцепление — многодисковое сухое. Коробка передач — четырёхступенчатая. В приводе передних пар колёс использовались поперечные карданные валы с универсальными одинарными шарнирами.

В задней части автомобиля устанавливалась лебёдка, привод которой осуществлялся от раздаточной коробки.